# Krzyż Południa (powieść)
Krzyż Południa – powieść Jerzego Krzysztonia będąca kontynuacją Wielbłąda na stepie. Powieść została wydana pośmiertnie w 1983 roku.
Treścią są dalsze losy grupy Polaków z Kresów Wschodnich którzy w latach II wojny znaleźli się w ZSRR jako zesłańcy. Podobnie jak w poprzedniej części bohaterem i narratorem jest trzynastoletni chłopiec. Polacy planując powrót do kraju przemierzają Persję, a stamtąd wyruszą na dalszą wędrówkę, do Afryki, Australii, Indii.